# پنت‌هاوس شمالی
پنت‌هاوس شمالی (به انگلیسی: Penthouse North) (همچنین به عنوان چشم بسته نیز شناخته می‌شود) یک فیلم سینمایی آمریکایی محصول سال ۲۰۱۳ به کارگردانی جوزف روبن با بازی مایکل کیتون و میشل موناهن است.

## بازیگران
- میشل موناهن در نقش سارا فراست
- مایکل کیتون در نقش رابرت هولندر
- بری اسلوآنه در نقش چاد
- گانیهدیو هورن در نقش بلیک
- ترور هیز در نقش دنی
- اندرو واکر در نقش رایان
- فیلیپ جارت در نقش آنتونیو

## تولید
فیلمبرداری در ۷ دسامبر ۲۰۱۱ در اتاوا، انتاریو، کانادا آغاز شد.